# Hansa-Haus
 (août 2020).
Pour les articles homonymes, voir Hansa.

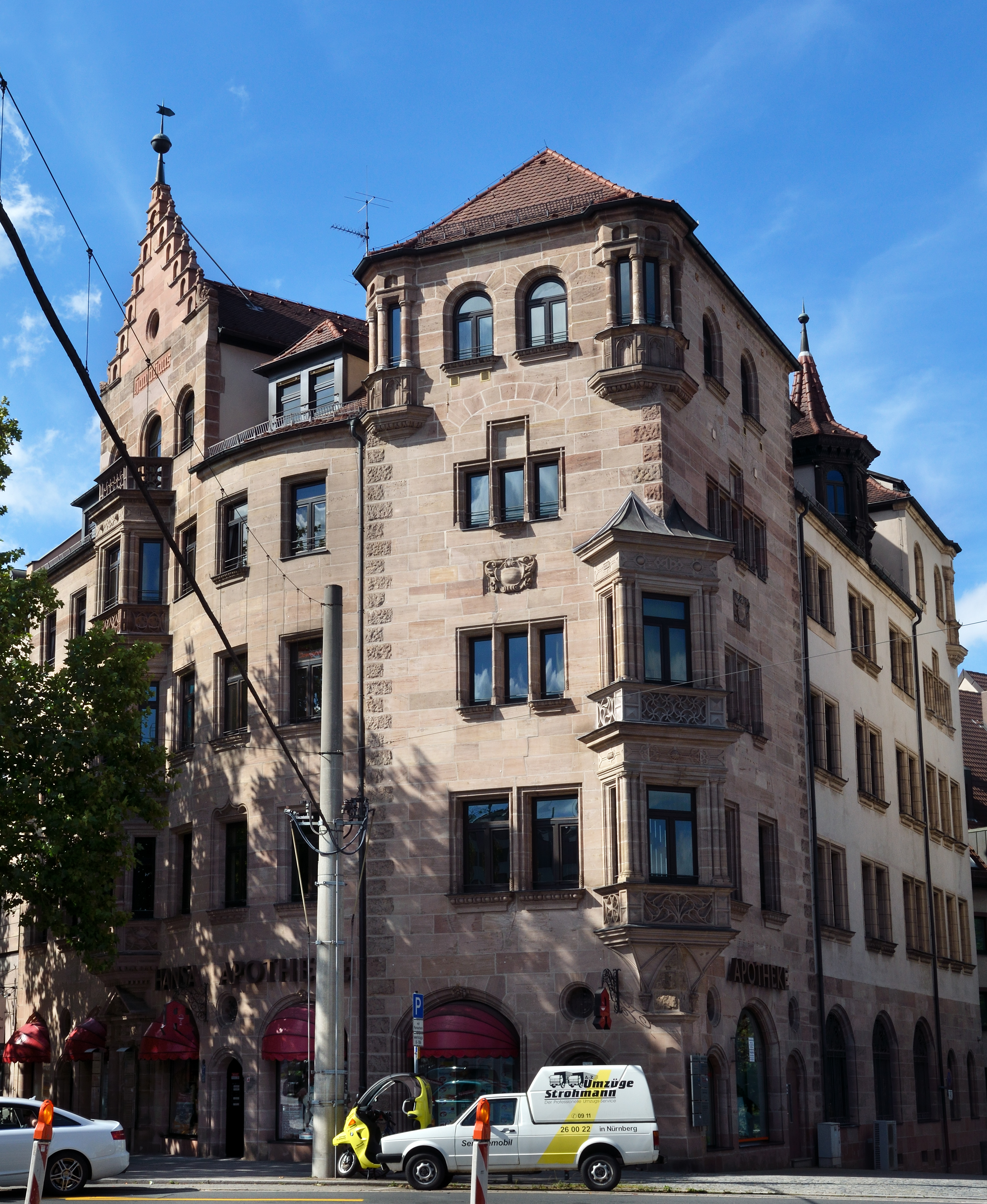
Maison Hansa, 2011.

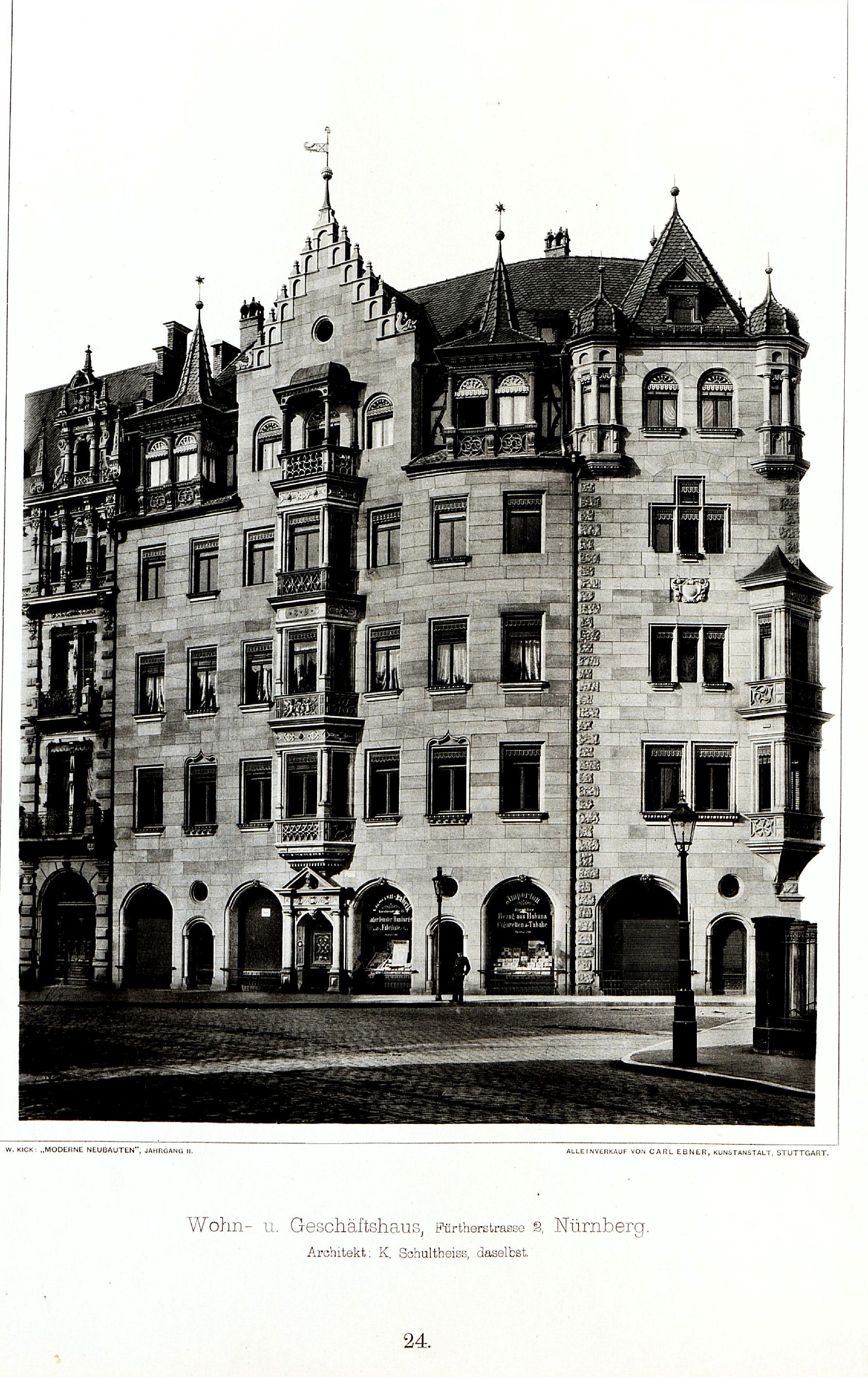
Maison Hansa dans les années 1890.

La Hansa-Haus (en français : Maison Hansa) est un bâtiment résidentiel et commercial construit entre 1893 et 1895 à Nuremberg, en Bavière. 

## Histoire et description
Au cours de l'expansion de la zone urbaine au XIXe siècle, de nombreux nouveaux bâtiments représentatifs ont été construits le long de l'Altstadtring. Typique du style de Nuremberg, forme particulière d'historicisme, des éléments du gothique tardif et du début de la Renaissance ornent les façades. Cela était censé rappeler l'architecture de l'apogée de Nuremberg au Moyen Âge et au début de la période moderne. 
En plus du rez-de-chaussée avec commerces, la Hansa-Haus dispose de quatre étages supérieurs avec des appartements. L'un des magasins abrite la pharmacie Hansa. Le bâtiment comporte des façades en grès rouge de Keuper et un pignon à gradins saisissant, construit selon les plans de l'architecte de Nuremberg Conrad Schultheiss. 
Contrairement à presque tous les autres bâtiments du Plärrer, la Hansa-Haus a survécu sans dommage aux raids aériens de la Seconde Guerre mondiale et à la refonte de la place dans les années 1950 et 1970. Seul le toit a été restauré sous une forme quelque peu simplifiée après 1945.

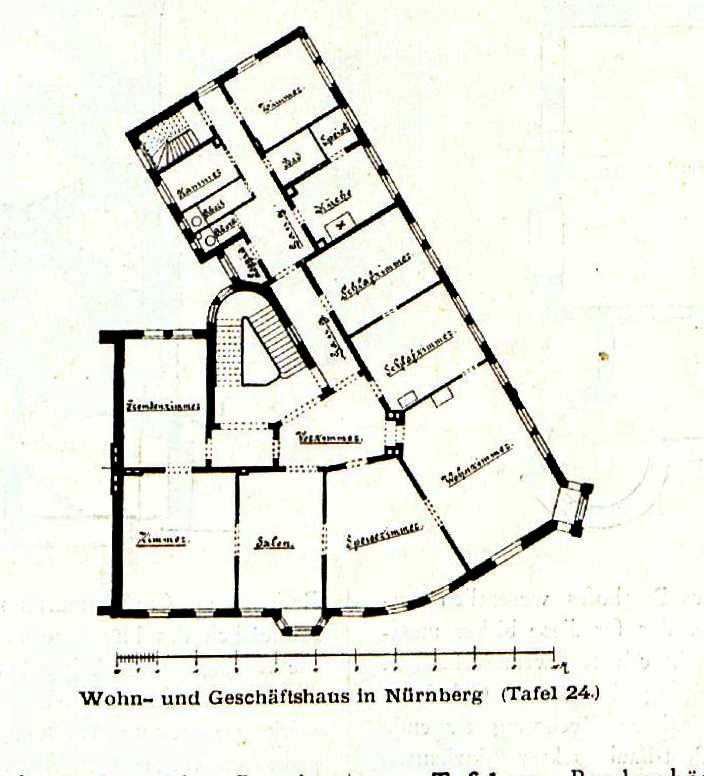
Plan d'étage d'origine .